# 渡辺信綱
渡辺 信綱（わたなべ のぶつな）は、江戸時代中期の大名。和泉国伯太藩3代藩主。伯太藩渡辺家5代。

## 略歴
享保12年（1727年）、第2代藩主・渡辺登綱の次男として誕生した。長兄の充綱が早世したため、嫡子となる。明和4年（1767年）9月10日、父の隠居により跡を継いだ。
明和9年（1772年）正月22日、死去した。享年46。跡を次男の伊綱が継いだ。

## 系譜
- 父：渡辺登綱（1694-1767）
- 母：松平定陳長女
- 正室：松平近明の娘
- 継室：久留島光通の娘
- 生母不明の子女
  - 男子：源蔵
  - 次男：渡辺伊綱（1757-1825?）
  - 三男：渡辺豪綱（1759-1793） - 渡辺伊綱の養子
  - 男子：渡辺俊綱
  - 男子：松平信男
  - 女子：松平直義正室
  - 女子：中根正寧正室
  - 女子：松平正愛正室
  - 女子：渡辺房綱正室